# Liste des œuvres de J. R. R. Tolkien
Les œuvres de J. R. R. Tolkien peuvent se diviser en deux volets : sa carrière académique de philologue à Leeds et Oxford d'une part, et sa carrière de romancier et poète d'autre part.

## Œuvres de fiction
- 1937 : Le Hobbit (The Hobbit or There and Back Again) Conte illustré par l'auteur.
George Allen & Unwin, Londres, 1937 ; Houghton Mifflin, Boston, 1938. Éditions révisées en 1951 et 1966.
Traduction de Francis Ledoux, Stock, Paris, 1969 (Bilbo le Hobbit) ; deuxième traduction de Daniel Lauzon, Christian Bourgois, Paris, 2012.
- 1945 : Feuille, de Niggle (Leaf by Niggle) Nouvelle.
Publiée dans The Dublin Review, janvier 1945, p. 46-61.
Traduction de Francis Ledoux, Christian Bourgois, 1974 (recueil Faërie).
- 1949 : Le Fermier Gilles de Ham (Farmer Giles of Ham) Conte illustré par Pauline Baynes.
George Allen & Unwin, Londres, 1949 ; Houghton Mifflin, Boston, 1950.
Traduction de Francis Ledoux, Christian Bourgois, Paris, 1974 (recueil Faërie).
- 1953 : Le Retour de Beorhtnoth, fils de Beorhthelm (The Homecoming of Beorhtnoth Beorhthelm's Son) Publié avec les essais La Mort de Beorhtnoth et Ofermod dans Essays and Studies by Members of the English Association, volume 6.
Traduction, Christian Bourgois, Paris, 2003 (recueil Faërie et autres textes).
- 1954-1955 : Le Seigneur des anneaux (The Lord of the Rings) Roman en trois volumes.
  1. 1954 : La Communauté de l'anneau (The Fellowship of the Ring) George Allen & Unwin, Londres, 1954 ; Houghton Mifflin, Boston, 1954.
Traduction de Francis Ledoux, Christian Bourgois, Paris, 1972 ; deuxième traduction de Daniel Lauzon, Christian Bourgois, Paris, 2014 (La Fraternité de l'anneau).
  2. 1954 : Les Deux Tours (The Two Towers) George Allen & Unwin, Londres, 1954 ; Houghton Mifflin, Boston, 1955.
Traduction de Francis Ledoux, Christian Bourgois, Paris, 1972.
  3. 1955 : Le Retour du roi (The Return of the King) George Allen & Unwin, Londres, 1955 ; Houghton Mifflin, Boston, 1956.
Traduction de Francis Ledoux, Christian Bourgois, Paris, 1973.
- 1967 : Smith de Grand Wootton (Smith of Wootton Major) Conte illustré par Pauline Baynes.
George Allen & Unwin, Londres, 1967 ; Houghton Mifflin, Boston, 1967.
Traduction de Francis Ledoux, Christian Bourgois, Paris, 1974 (recueil Faërie). Une autre traduction est parue sous le titre Ferrand de Bourg-aux-Bois.
- 1967 : The Road Goes Ever On Poèmes mis en musique par Donald Swann.
Houghton Mifflin, Boston, 1967 ; George Allen & Unwin, Londres, 1968. Deuxième édition en 1978, troisième édition en 2002.

### Posthumes
- 1974 : L'Album de Bilbo le Hobbit : Adieu à la Terre du Milieu (Bilbo's Last Song) Première édition sous forme de poster illustré par Pauline Baynes, publié ensuite sous forme de livret, toujours illustré par Baynes. Traduction française chez Gallimard, 1991.
- 1975 : Guide to the Names in The Lord of the Rings Édité par Jared Lobdell dans A Tolkien Compass, p. 153-201. Réédité par Wayne G. Hammond & Christina Scull dans The Lord of the Rings: A Reader's Companion (2005), p. 750-782.
- 1976 : Lettres du Père Noël (The Father Christmas Letters) Édité par Baillie Tolkien. Traduction de Gérard-Georges Lemaire, Christian Bourgois, 1995. Nouvelle édition revue par Céline Leroy et Vincent Ferré, Christian Bourgois, 2004 (augmentée de nombreuses lettres).
- 1977 : Le Silmarillion (The Silmarillion) Édité par Christopher Tolkien.
George Allen & Unwin, Londres, 1977 ; Houghton Mifflin, Boston, 1977.
Traduction de Pierre Alien, Christian Bourgois, Paris, 1978 ; deuxième traduction de Daniel Lauzon, Christian Bourgois, Paris, 2021.
- 1980 : Contes et légendes inachevés (Unfinished Tales of Númenor and Middle-earth) Édité par Christopher Tolkien.
George Allen & Unwin, Londres, 1980 ; Houghton Mifflin, Boston, 1980.
Traduction de Tina Jolas, Christian Bourgois, Paris, 1982 ; traduction révisée par Pauline Loquin, Christian Bourgois, Paris, 2022.
- 1981 : Lettres (The Letters of J. R. R. Tolkien) Édité par Christopher Tolkien et Humphrey Carpenter.
George Allen & Unwin, Londres ; Houghton Mifflin, Boston, 1981.
Traduction de Delphine Martin et Vincent Ferré, Christian Bourgois, 2005.
- 1982 : Monsieur Merveille (Mr. Bliss) Conte illustré par l'auteur.
George Allen & Unwin, Londres, 1982 ; Houghton Mifflin, Boston, 1983.
Traduction de Pierre Grammont, La Mercurie, 2009.
- 1983-1996 : Histoire de la Terre du Milieu (The History of Middle-earth) Série de douze tomes éditée par Christopher Tolkien.
  - 1983 : Le Livre des contes perdus (The Book of Lost Tales 1) George Allen & Unwin, Londres, 1983 ; Houghton Mifflin, Boston, 1984.
Traduction d'Adam Tolkien, Christian Bourgois, 1995.
  - 1984 : Le Second Livre des contes perdus (The Book of Lost Tales 2) George Allen & Unwin, Londres ; Houghton Mifflin, Boston, 1984.
Traduction d'Adam Tolkien, Christian Bourgois, 1998.
  - 1985 : Les Lais du Beleriand (The Lays of Beleriand) George Allen & Unwin, Londres ; Houghton Mifflin, Boston, 1985.
Traduction d'Elen Riot et Daniel Lauzon, Christian Bourgois, 2006.
  - 1986 : La Formation de la Terre du Milieu (The Shaping of Middle-Earth) George Allen & Unwin, Londres ; Houghton Mifflin, Boston, 1986.
Traduction de Daniel Lauzon, Christian Bourgois, 2007.
  - 1987 : La Route perdue et autres textes (The Lost Road and Other Writings) Unwin Hyman, Londres ; Houghton Mifflin, Boston, 1987.
Traduction de Daniel Lauzon, Christian Bourgois, 2008.
  - 1988 : The Return of the Shadow (The History of The Lord of the Rings, vol. 1) Unwin Hyman, Londres ; Houghton Mifflin, Boston, 1988.
  - 1989 : The Treason of Isengard (The History of The Lord of the Rings, vol. 2) Unwin Hyman, Londres ; Houghton Mifflin, Boston, 1989.
  - 1990 : The War of the Ring (The History of The Lord of the Rings, vol. 3) Unwin Hyman, Londres ; Houghton Mifflin, Boston, 1990.
  - 1992 : Sauron Defeated (The History of The Lord of the Rings, vol. 4) HarperCollins, Londres ; Houghton Mifflin, Boston, 1992.
  - 1993 : Morgoth's Ring HarperCollins, Londres ; Houghton Mifflin, Boston, 1993.
  - 1994 : The War of the Jewels HarperCollins, Londres ; Houghton Mifflin, Boston, 1994.
  - 1996 : The Peoples of Middle-earth HarperCollins, Londres ; Houghton Mifflin, Boston, 1996.
- 1998 : Roverandom Édité par Wayne Hammond et Christina Scull.
Traduction de Jacques Georgel, Christian Bourgois, 1999.
- 2003 : Faërie et autres textes Recueil uniquement en français, regroupant des textes dispersés dans plusieurs recueils anglais. Comprend Du conte de fées, Feuille, de Niggle, Le Fermier Gilles de Ham, Smith de Grand Wootton  (trad. Francis Ledoux, correspondant à l'ancien recueil Faërie, 1974), Les Aventures de Tom Bombadil (trad. Dashiell Hedayat, rév. Céline Leroy), Le Retour de Beorhtnoth, fils de Beorhthelm et Mythopoeia (trad. Elen Riot).
- 2007 : Les Enfants de Húrin (The Children of Húrin) Édité par Christopher Tolkien.
Traduction de Delphine Martin, Christian Bourgois, 2008.
- 2007 : The History of The Hobbit Étude de la conception de Bilbo le Hobbit par John D. Rateliff. Contient de nombreux fragments inédits.
- 2009 : La Légende de Sigurd et Gudrún (The Legend of Sigurd and Gudrún) Édité par Christopher Tolkien.
Traduction de Christine Laferrière, Christian Bourgois, 2010.
- 2013 : La Chute d'Arthur (The Fall of Arthur) Édité par Christopher Tolkien.
Traduction de Christine Laferrière, Christian Bourgois, 2013
- 2015 : L'Histoire de Kullervo (The Story of Kullervo) Édité par Verlyn Flieger.
- 2017 : Beren et Lúthien (The Tale of Beren and Lúthien) Édité par Christopher Tolkien.
Traduction de Daniel Lauzon, Elen Riot et Adam Tolkien, Christian Bourgois, 2017.
- 2018 : La Chute de Gondolin, roman Édité par Christopher Tolkien.
- 2021 : The Nature of Middle-earth Édité par Carl Hostetter.
- 2022 : The Fall of Númenor Édité par Brian Sibley.

## Poésie
- 1911 : The Battle of the Eastern Field Publié dans la King Edward's School Chronicle (mars 1911), p. 26-27. Réédité dans Mallorn no 12, 1978, p. 24-28.
- 1913 : From the Many-willow'd Margin of the Immemorial Thames Publié dans Stapledon Magazine, volume 4 (décembre 1913), p. 11.
- 1915 : « Pieds de gobelins » (Goblin Feet) Publié dans Oxford Poetry 1915, p. 64-65. Réédité par Douglas A. Anderson dans Le Hobbit annoté, p. 139-141.
- 1920 : « Les Marins heureux » (The Happy Mariners) Publié dans Stapledon Magazine, volume 5, no 26 (juin 1920), p. 69-70. Republié dans le recueil A Northern Venture, Swan Press, Leeds, 1923, p. 15-16, sous le titre Tha Eadigan Saelidan: The Happy Mariners. Réédité par Christopher Tolkien dans Le Second Livre des contes perdus, p. 273-277.
- 1922 : The Clerke's Compleinte Publié dans The Gryphon (décembre 1922), p. 95. Réédité dans Arda 1984 (1988), p. 1-10.
- 1923 : « Pourquoi l'Homme dans la Lune descendit trop tôt » (Why the Man in the Moon Came Down Too Soon) Publié dans A Northern Venture, Swan Press, Leeds. Remanié pour devenir le poème du même nom dans Les Aventures de Tom Bombadil.
- 1923 : « Enigmata Saxonica Nuper Inventa Duo » Deux énigmes en vieil anglais publiées dans A Northern Venture, Swan Press, Leeds. Rééditées dans Le Hobbit annoté, p. 151-152.
- 1923 : « Iúmonna Gold Galdre Bewundren » Publié dans The Gryphon (janvier 1923), p. 130. Réédité par Douglas A. Anderson dans Le Hobbit annoté, p. 387-391. Une version remaniée est parue dans Oxford Magazine en 1937 (voir plus bas).
- 1923 : « La Cité des dieux » (The City of the Gods) Publié dans The Microcosm, volume 8 (printemps 1923), p. 8. Réédité par Christopher Tolkien sous le titre « Dans une Cité perdue et morte » dans Le Livre des contes perdus, p. 136.
- 1923 : The Cat and the Fiddle: A Nursery-Rhyme Undone and Its Scandalous Secret Unlocked Publié dans Yorkshire Poetry d'octobre-novembre 1923, p. 1-3. Remanié pour devenir « L'Homme dans la Lune a veillé trop tard » dans Les Aventures de Tom Bombadil.
- 1924 : An Evening in Tavrobel Publié dans Leeds University Verse 1914-24, Swan Press, Leeds.
- 1924 : The Lonely Isle Publié dans Leeds University Verse 1914-24, Swan Press, Leeds. Réédité par John Garth, Tolkien and the Great War, p. 145.
- 1924 : The Princess Ní Publié dans Leeds University Verse 1914-24, Swan Press, Leeds. Remanié pour devenir « Princesse Moa » dans Les Aventures de Tom Bombadil.
- 1925 : « Légère comme feuille de tilleul » (Light as Leaf on Lindentree) Publié dans The Gryphon (juin 1925), p. 217. Réédité par Christopher Tolkien dans Les Lais du Beleriand, p. 120-123.
- 1927 : Adventures in Unnatural History and Medieval Metres, being the Freaks of Fisiologus: (i) Fastitocalon, (ii) Iumbo, or ye Kinde of ye Oliphaunt Publié dans Stapledon Magazine, volume 7 (juin 1927), p. 123-127. Remaniés pour devenir « Fastitocalon » et « Oliphant » dans Les Aventures de Tom Bombadil.
- 1927 : « Le Pays sans Nom » (The Nameless Land) Publié dans Realities: An Anthology of Verse, Swan Press, Leeds. Remanié pour devenir « La Chanson d'Ælfwine ». Réédité par Christopher Tolkien dans La Route perdue et autres textes, p. 99-100.
- 1931 : « Progrès au bourg de Bimble » (Progress in Bimble Town) Publié dans Oxford Magazine du 15 octobre 1931, p. 22. Réédité par Douglas A. Anderson dans Le Hobbit annoté, p. 293-295.
- 1933 : « Errance » (Errantry) Publié dans Oxford Magazine du 9 novembre 1933, p. 180. Remanié, a donné naissance à deux poèmes différents : le « Lai d'Eärendil » chanté par Bilbon dans Le Seigneur des anneaux, et « Errance » dans Les Aventures de Tom Bombadil.
- 1934 : Firiel Publié dans Chronicle of the Convents of the Sacred Heart, volume 4 (1934), p. 30-32. Remanié pour devenir « Le Dernier Vaisseau » dans Les Aventures de Tom Bombadil.
- 1934 : Looney Publié dans Oxford Magazine du 18 janvier 1934, p. 340. Remanié pour devenir « La Cloche marine » dans Les Aventures de Tom Bombadil.
- 1934 : « Les Aventures de Tom Bombadil » (The Adventures of Tom Bombadil) Publié dans Oxford Magazine du 15 février 1934, p. 464-465. Remanié pour devenir le poème éponyme dans le recueil du même nom.
- 1936 : Songs for the Philologists, avec E. V. Gordon et al.Recueil de trente chants et poèmes, dont treize de Tolkien, en gotique, en vieil anglais et en anglais moderne.
Édition privée.
- 1937 : « La Visite du dragon » (The Dragon's Visit) Publié dans Oxford Magazine du 4 février 1937, p. 342. Republié dans Winter's Tales for Children 1, Macmillian, Londres, 1965, p. 84-87. Réédité par Douglas A. Anderson dans Le Hobbit annoté, p. 357-360.
- 1937 : Knocking at the Door: Lines Induced by Sensations when Waiting for an Answer at the Door of an Exalted Academic Person Publié dans Oxford Magazine du 18 février 1937, p. 403. Remanié pour devenir « Les Chats-gluants » dans Les Aventures de Tom Bombadil.
- 1937 : « Iumonna Gold Galdre Bewunden » Publié dans Oxford Magazine du 4 mars 1937, p. 473. Remanié pour devenir « Le Trésor » dans Les Aventures de Tom Bombadil.
- 1945 : The Lay of Aotrou and Itroun Lai publié dans The Welsh Review, Cardiff, volume 4, décembre 1945, p. 254-266. Réédité par Verlyn Flieger en 2016.
- 1955 : Imram Publié dans Time and Tide du 3 décembre 1955, p. 1561, illustré par Robert Gibbings. Réédité par Christopher Tolkien dans Sauron Defeated, p. 296-299.
- 1962 : Les Aventures de Tom Bombadil (The Adventures of Tom Bombadil) Recueil de poèmes.
George Allen & Unwin, Londres, 1962 ; Houghton Mifflin, Boston, 1963.
Traduction de Dashiell Hedayat, Christian Bourgois, Paris, 1975.
- 1965 : Once upon a Time Publié dans Winter's Tales for Children 1, Macmillian, Londres, 1965, p. 44-45. Réédité par Wayne G. Hammond et Christina Scull dans l'édition révisée des Adventures of Tom Bombadil parue en 2014.
- 1988 : « Mythopoeia » Publié dans Tree and Leaf, Unwin Hyman, Londres.

## Travaux académiques
- 1922 : A Middle English Vocabulary Édité par Kenneth Sisam, Clarendon Press, Oxford, 168 p.
- 1925 : Sir Gawain and the Green Knight Édité avec E. V. Gordon, Oxford University Press, Londres, 211 p. Édition révisée en 1967, Clarendon Press, Oxford, 232 p.
- 1925 : Some Contributions to Middle-English Lexicography Publié dans The Review of English Studies, volume 1, no 2, p. 210-215.
- 1925 : The Devil's Coach Horses Publié dans The Review of English Studies, volume 1, no 3, p. 331-336.
- 1929 : Ancrene Wisse and Hali Meiðhad Publié dans Essays and Studies by Members of the English Association, Oxford, volume 14, p. 104-126.
- 1932 : The Name 'Nodens' Publié dans Report on the Excavation of the Prehistoric, Roman, and Post-Roman Site in Lydney Park, Gloucestershire, University Press for The Society of Antiquaries, Oxford, p. 132-137.
- 1932–34 : Sigelwara Land, parties I et II Publié dans Medium Aevum, Oxford, volume 1, no 3 (décembre 1932), p. 183-196 et volume 3, no 2 (juin 1934), p. 95-111.
- 1934 : Chaucer as a Philologist: The Reeve's Tale Publié dans Transactions of the Philological Society, Londres, p. 1-70.
- 1937 : Beowulf: The Monsters and the Critics Conférence données en 1936.
Humphrey Milford, Londres, 56 p.
Réédité par Christopher Tolkien dans le recueil Les Monstres et les Critiques et autres essais (voir plus bas).
- 1939 : The Reeve's Tale: Version Prepared for Recitation at the 'Summer Diversions' Publication privée, Oxford, 14 p.
- 1940 : Prefatory Remarks on Prose Translation of 'Beowulf' Publié dans Beowulf and the Finnesburg Fragment: A Translation into Modern English Prose, Allen & Unwin, Londres. Réédité par Christopher Tolkien sous le titre On Translating Beowulf (Traduire Beowulf) dans le recueil Les Monstres et les Critiques et autres essais (voir plus bas).
- 1944 : Sir Orfeo Édition d'un poème médiéval. The Academic Copying Office, Oxford, 18 p. Réédité par Carl F. Hostetter dans Tolkien Studies 1 (2004).
- 1947 : On Fairy-Stories Publié dans Essays Presented to Charles Williams, Oxford University Press, Londres. Réédité dans divers recueils, notamment Faërie et autres textes (voir plus haut) et Les Monstres et les Critiques et autres essais (voir plus bas).
- 1953 : Ofermod et La mort de Beorhtnoth Essais publié avec la pièce de théâtre Le Retour de Beorhtnoth, fils de Beorhthelm dans Essays and Studies by Members of the English Association, volume 6.
- 1953 : Middle English "Losenger": Sketch of an etymological and semantic enquiry Publié dans Essais de philologie moderne: Communications présentées au Congrès International de Philologie Moderne (1951), Les Belles Lettres.
- 1962 : Ancrene Wisse: The English Text of the Ancrene Riwle Édité par J. R. R. Tolkien. Early English Text Society, Oxford University Press.
- 1963 : English and Welsh Publié dans Angles and Britons: O'Donnell Lectures, University of Wales Press, Cardiff, p. 1-41. Réédité par Christopher Tolkien dans le recueil Les Monstres et les Critiques et autres essais (voir plus bas).
- 1966 : Jerusalem Bible Contributions en tant que traducteur (Livre de Jonas) et lexicographe.

### Posthumes
- 1975 : Sir Gawain and the Green Knight, Pearl and Sir Orfeo Traductions éditées par Christopher Tolkien.
- 1981 : The Old English 'Exodus' Édité par Joan Turville-Petre, Clarendon Press, Oxford.
- 1982 : Finn and Hengest: The Fragment and the Episode Édité par Christopher Tolkien.
- 1983 : Les Monstres et les Critiques et autres essais (The Monsters and the Critics and other essays) Édité par Christopher Tolkien, comprend : Beowulf : Les Monstres et les Critiques, Traduire Beowulf, Du conte de fées, Un vice secret, Sire Gauvain et le Chevalier vert (un essai sur le poème du même nom), L'Anglais et le Gallois et Discours d'adieu à l'université d'Oxford.
Traduction de Christine Laferrière, Christian Bourgois, Paris, 2006.
- 2002 : Beowulf and the Critics Édité par Michael D. C. Drout. Reprend l'essai Beowulf : Les Monstres et les Critiques avec deux brouillons de l'essai plus long à partir duquel il a été condensé. Seconde édition révisée en 2011.
- 2008 : Tolkien on Fairy-Stories Édité par Verlyn Flieger et Douglas A. Anderson. Reprend l'essai Du conte de fées avec deux brouillons manuscrits.
- 2014 : Beowulf: A Translation and Commentary Édité par Christopher Tolkien. Outre la traduction et le commentaire, comprend également le conte Sellic Spell et deux ébauches d'un « Lai de Beowulf ».
- 2016 : A Secret Vice: Tolkien on Invented Languages Édité par Dimitra Fimi et Andrew Higgins. Reprend l'essai Un vice secret avec des notes et brouillons inédits.

## Recueils d'illustrations
- 1979 : Peintures et aquarelles de J. R. R. Tolkien (Pictures by J. R. R. Tolkien) Édité par Christopher Tolkien. Seconde édition révisée en 1992.
Traduction d'Adam Tolkien, Christian Bourgois, Paris, 1994.
- 1995 : J. R. R. Tolkien : artiste et illustrateur (J. R. R. Tolkien: Artist and Illustrator) Édité par Wayne Hammond et Christina Scull.
Traduction de Jacques Georgel, Christian Bourgois, Paris, 1996.
- 2011 : The Art of the Hobbit by J. R. R. Tolkien

## Enregistrements audio
- 1967 : Poems and Songs of Middle Earth (Caedmon TC 1231)

- 1975 : J. R. R. Tolkien Reads and Sings his The Hobbit & The Lord of the Rings (Caedmon TC 1477, TC 1478) Basé sur un enregistrement réalisé en août 1952 par George Sayer.
- 2001 : The J. R. R. Tolkien Audio Collection (HarperAudio / Caedmon)